# Chippewa megye (Wisconsin)
Chippewa megye az Amerikai Egyesült Államokban, azon belül Wisconsin államban található. Megyeszékhelye és legnagyobb városa Chippewa Falls. Lakosainak száma 66 297 fő (2020. április 1.). Chippewa megye Rusk, Taylor, Clark, Eau Claire, Dunn és Barron megyékkel határos.

## Népesség
A megye népességének változása:
| Lakosok száma | 62 524 | 62 824 | 62 903 | 63 132 | 63 531 | 66 297 |
|               | 2010   | 2011   | 2012   | 2013   | 2015   | 2020   |